# Пинска
Пи́нска (эст. Pinska, нем. Lapinsky) — деревня в волости Вильянди уезда Вильяндимаа, Эстония. До 2013 года входила в состав волости Пярсти.

## География
Расположена в полутора километрах к западу от уездного и волостного центра — города Вильянди. Высота над уровнем моря — 82 метра.
Через деревню проходит шоссе Имавере—Вильянди—Каркси-Нуйа и шоссе Тарту—Вильянди—Килинги-Нымме.
На территории деревни находится озеро Кирикумыйза и плотинное озеро Яанусе. Через деревню протекает ручей Каваку. В деревне находится исток ручья Капси.

## Население
По данным переписи населения 2011 года, в Пинска проживали 172 человека, из них 163 (94,8 %) — эстонцы.
По данным переписи населения 2021 года, в деревне проживали 168 человек, из них 161 (95,8 %) — эстонцы.
Численность населения деревни Пинска по данным переписей населения:
| Год  | 1959 | 1970  | 1979  | 1989  | 2000  | 2011  | 2021  |
| ---- | ---- | ----- | ----- | ----- | ----- | ----- | ----- |
| Чел. | 186  | ↗ 224 | ↗ 232 | ↘ 194 | ↗ 213 | ↘ 172 | ↘ 168 |

## История
Деревня Пинска возникла в 1923 году, после земельной реформы, на землях мызы Лапински (нем. Lapinsky, эст. Pinska mõis). Восточная часть деревни на границе с Вильянди известна под названием Майсте (эст. Maiste, в 1638 году упоминается как Майсте Куэль (нем. Maiste Kuehl)).
В 1977 году, в период кампании по укрупнению деревень, с деревней Пинска была объединена бо́льшая часть деревни Кирикумыйза.

## Инфраструктура
В деревне работает гостевой дом «Пинска» (Pinska külalistemaja). С 1999 года действует деревообрабатывающее предприятие ООО «Пинска» (Pinska OÜ).

## Комментарии
1. ↑  Эстонские топонимы, оканчивающиеся на -а, не склоняются и не имеют женского рода (исключение — Нарва)[6].